# Esterházy Sándor (katona)
Gróf galántai Esterházy Sándor (Pozsony, 1809. február 23. – Bakonyszentlászló, 1867. március 31.) magyar arisztokrata nagybirtokos, császári-királyi katonatiszt, az 1848–49-es forradalom és szabadságharc tábornoka, majd ismét császári főtiszt.

## Élete
Gróf Esterházy Imre egykori császári-királyi százados és Palaghi Teréz fiaként, római katolikus családban született. 1824-től a bécsújhelyi katonai akadémián kapott kiképzést, majd 1826-ban belépett a császári-királyi hadseregbe. 1845-től őrnagyként szolgált a 2. Hannover huszárezredben. Sosem nősült meg.

## Pályafutása
A szabadságharc alatt Délvidéken állomásozó ezredével 1848 júniusától a szerb felkelők ellen, majd július-augusztusban Versec, szeptemberben Elemér környékén harcolt. Október 12-től honvéd alezredesként, a 2., október 22-től ezredesként, a szintén a honvédsereghez átállott 3. Ferdinánd huszárezred parancsnoka volt a bácskai hadtestnél. November közepétől a hadtest egyik hadosztályának parancsnoka, december 9-től a bácskai hadtest ideiglenes parancsnoka volt (báró Bakonyi tábornok utódaként), december 13-tól vezérőrnagyként. 1849. január elején hadtestével a főhadszíntérre rendelték, de csak a szerb felkelők ellen volt hajlandó harcolni, a reguláris császárhű csapatok ellen nem, nem is teljesített ilyen irányú parancsot. Ezt követően, a verbászi tiszti gyűlésen a forradalmi szellemű tisztek – gróf Vécsey Károly, Lenkey János és Baudisz József – számonkérésére leköszönt, és mintegy 50, hasonlóan vélekedő tiszttársával 1849. január 16-án elhagyta a magyar forradalmi sereget. A császári hadbíróság Bécsben, 1849. augusztus 18-án felmentette az árulás vádja alól, és  alezredesi rendfokozattal visszavették az uralkodóhoz hű hadseregbe. 1850-től már ezredesi rangban a 2. huszárezred parancsnoka volt. 1860-ban vezérőrnagyi rendfokozattal vonult nyugalomba. Bakonyszentlászlón hunyt el, 1867. március 31-én.